# 多米尼克·勒布朗
多米尼克·A·勒布朗 PC KC MP（1967年12月14日—）是一位加拿大律师和政治人物，现任加拿大政府間事務部長和加拿大樞密院院長。勒布朗是聯邦自由党党员，並且自2000年起担任新不倫瑞克省博塞茹尔选区眾议院议员。他是前任自由黨總理杜魯多的童年好友，並在杜魯多內閣任职期间担任过多个内阁职务。
勒布朗曾于2008年竞选自由党党魁，但因支持后来成为广受赞誉的葉禮庭而退出竞选。随着葉禮庭在2011年加拿大联邦大选后辞职，勒布朗被认为是接替他担任党魁的可能候选人，但他没有参加竞选。  
勒布朗于2015年至2016年担任加拿大總理杜魯多内阁的眾議院執政黨首席議員。 他于2016年至2018年担任渔业、海洋和加拿大海岸警卫队部长，并于2018年至2019年担任政府间事务、北方事务和内部贸易部长，2018年至2021年担任女王枢密院主席，并于2020年开始第二次担任政府间事务部长。 2021年联邦选举后，勒布朗继续担任政府间事务部长，但也成为基础设施和社区部长。 2023年，勒布朗担任目前的公共安全、民主机构和政府间事务部长，在保留政府间事务部长的同时，负责公共安全和民主机构。
2024年12月16日接替加拿大副總理兼财長方慧蘭成為加拿大财長。

## 早年生活和教育
勒布朗于1967年出生于安大略省渥太华，拥有阿卡迪亚血统，母亲是乔斯林·“林”（本姓卡特），父亲是加拿大前议员、参议员和第25任总督罗密欧·勒布朗。
小时候，他照顾时任总理皮耶·杜魯多的孩子。他与賈斯汀·杜魯多仍然是朋友，并在 2012年支持杜魯多竞选自由党领袖。
勒布朗就读于利斯加学院高中。 他在多伦多大学三一学院获得政治学文学学士学位，在新不伦瑞克大学获得法学学士学位，随后就读于哈佛法学院，并获得法学硕士学位。1993年至1996年，勒布朗担任加拿大總理克里田的特别顾问。

## 政治生涯
勒布朗于1997年首次参加博塞茹尔选区竞选， 输给了新民主党候选人Angela Vautour。 在那场竞选期间，有人指责勒布朗的父亲是现任总督，因此存在政治庇护，也有人批评总督在頒布选举令當週在新不伦瑞克省舖排了一系列活动。    
2000年，勒布朗再次参加博塞茹尔选区竞选，并且擊敗轉投了进步保守党的Vautour当选。 勒布朗在2004年、 2006年、 2008年、 2011年、 2015年、 2019年、2021年和2025年连任。
在自由党执政期间，勒布朗于2003年1月13日至2003年12月11日期间担任国防部长议会秘书，并担任大西洋黨團主席。
2004年7月10日，他宣誓就任加拿大枢密院议员，并被任命为眾議院執政黨首席議員和副首席政府党鞭。他曾在药物非医疗用途特别委员会、渔业和海洋、运输和政府运作、国防和退伍军人事务、公共账目、程序和内政事务以及国际贸易等常设委员会任职。
2006年1月，自由党政府被保守黨打败失去執政黨地位後，他被任命为国际贸易问题官方评议员，同年晚些时候，他成为蒙特利尔2006年自由党黨魁選舉的联合主席。2007年1月，他被黨魁狄安任命为自由党政策和纲领委员会副主席，同年10 月，他被任命为政府间事务官方反对派评论家。 2009年1月，他被黨魁葉禮庭任命为司法批评家和总检察长。2010年9月议会回归之前，葉禮庭重组了影子内阁，并任命勒布朗为自由党国防评议员。 勒布朗在2011年联邦大选中再次当选后，自由党臨時黨魁李博任命勒布朗为自由党外交事务评议员。

#### 參加2008年自由党黨魁選舉
2008年10月27日，勒布朗是第一位正式宣布有意寻求取代狄安担任自由党党魁的候选人。在勒布朗宣布这一消息后不久，前领导候选人葉禮庭和李博亦宣布參選。 他的支持者包括前总理克里田领导下的总理办公室高级职员，例如他的前幕僚长Percy Downe和前总理马田领导下的幕僚长Tim Murphy。 

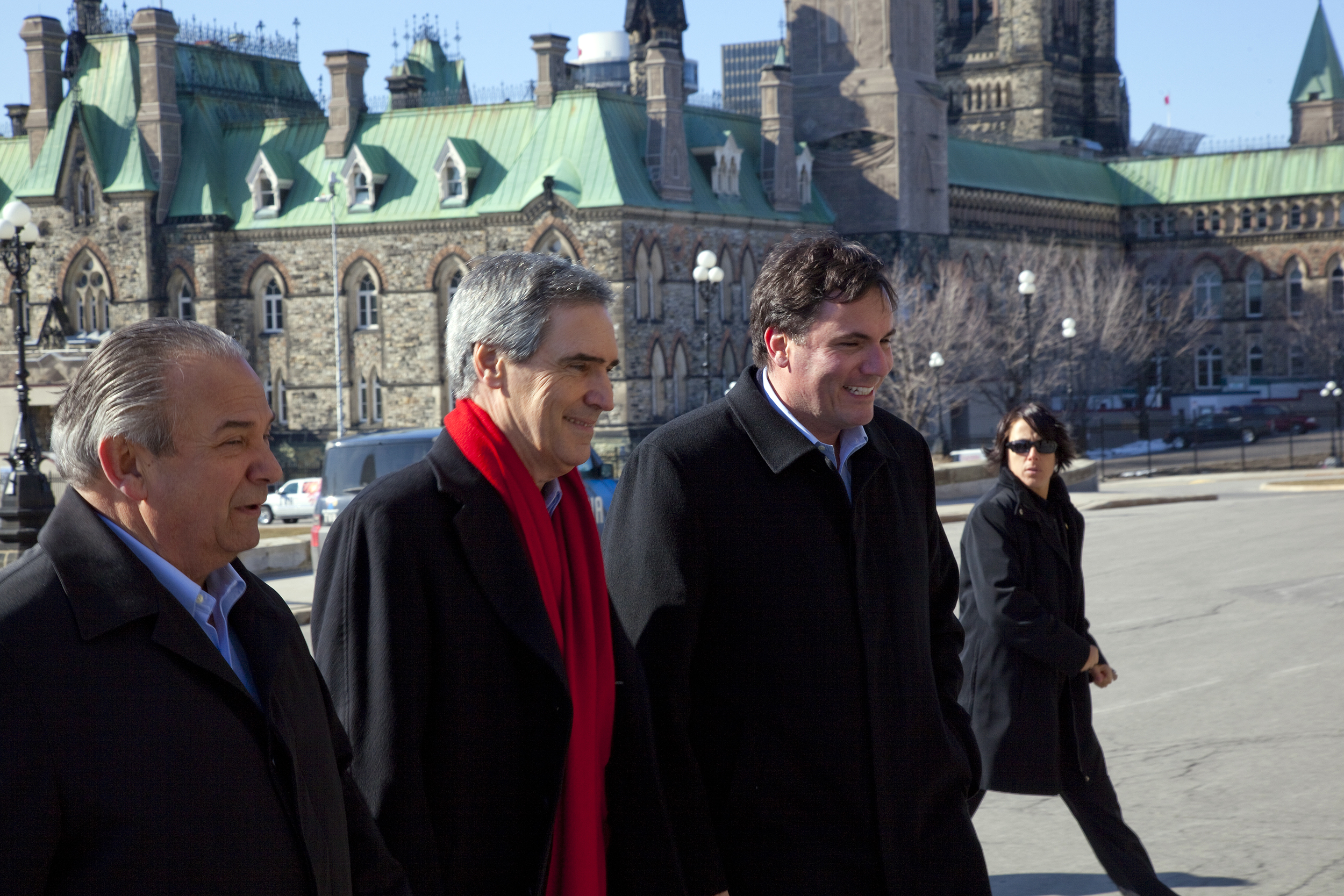
勒布朗与前自由党黨魁葉禮庭（中左）在渥太华举行的2011年联邦竞选活动启动仪式上。

2008年12月8日，勒布朗宣布退出黨魁竞选，因为他觉得需要尽快任命一位黨魁，并且支持葉禮庭。第二天，李博出了竞选，狄安下台后葉禮庭在無人參加的情況下自動當選。  

#### 2011年–2015年
勒布朗在2011年大选中保住了自己的席位，而自由党则在眾议院跌至第三位。
关于自由党党魁之争，勒布朗表示下一任党魁需要将自己一生中的10到15年时间“专门”用于重建自由党并赢得选举。 

### 杜魯多政府
2015年11月4日，其童年玩伴贾斯汀·杜魯多領導下的自由黨贏得大選，隨後勒布朗被任命为本届内阁眾議院執政黨首席議員。2016年5月31日， Hunter Tootoo从该部辞职后，勒布朗也出任渔业、海洋和加拿大海岸警卫队部长。他的父亲此前曾在前总理皮耶·杜魯多领导下担任过同等职务。 
2016年8月19日，Bardish Chagger取代勒布朗下议院首席議員的职位。他保留了渔业、海洋和加拿大海岸警卫队部长的职位。 
2018年7月18日，勒布朗从渔业、海洋和加拿大海岸警卫队部长调任为政府间事务、北方事务和内贸部长，兼任政府间事务和青年以及北方事务两个职位。 
2018年9月12日，道德专员Mario Dion发现勒布朗在2018年2月向一家与他妻子的表親有关联的公司授予利润丰厚时违反了利益冲突规则。
2019年4月26日，勒布朗宣布因寻求癌症治疗而退出内阁。 
2019年11月20日，勒布朗重返内阁，担任女王枢密院主席，但职责有所减少。他曾担任政府间事务、北方事务和国内贸易部长，后来又兼任北方事务部长和政府间事务部长。 
比爾·莫諾辞去财政部长职务后，勒布朗在其继任者方慧蘭于2020年8月18日内阁改组中出任财政部长后，再次出任政府间事务部长。他保留了女王枢密院主席的职位。 
截至2022年8月3日，勒布朗在当时现存的 13 个内阁委员会中占有7个席位： 
- 内阁议程、结果和沟通委员会
- 政府间协调小组委员会
- 内阁运作委员会
- 诉讼管理分委员会
- 经济、包容性和气候内阁委员会“B”
- 联邦政府应对COVID-19小组委员会
- 加拿大人服务工作组

## 个人生活
2003年，他与前蒙克顿律师Jolène Richard结婚，她于2008年成为新不伦瑞克省法院法官，并最终成为首席法官。 她也是新不伦瑞克王座法院首席法官Guy A. Richard的女儿。  他有一个成年继子。 
2017年12月，他宣布自己被诊断出患有慢性淋巴细胞白血病，将立即开始化疗，同时继续担任议会职务。 
2019年，他接受了一位18岁德国捐赠者的干细胞治疗（匹配几率为 1 到 100 万），此后已经痊愈。 捐赠者和患者之间两年定期不接触，此后双方一直保持个人联系，捐赠者于2022年9月到加拿大拜访了勒布朗。